# Козловка (Волгоградская область)
Козловка — село в Руднянском районе Волгоградской области, административный центр Козловского сельского поселения.
Основано в 1830-х годах
Население - 441 (2021)

## История
В Историко-географическом словаре Саратовской губернии, составленном в 1898-1902 годах, значится как село (слобода) Лемешкинской волости Камышинского уезда Саратовской губернии. Основано в 1830-х годах крестьянами-малороссами из слободы Рудни. Бывшие помещичьи крестьяне князей Четвертинских. До 1861 года крестьяне были на барщине, по выходе из крепостной зависимости получили 1822,5 десятин удобной земли и 77 неудобной земли. В 1871 году освящена церковь Рождества Богородицы, в 1887 году открыта школа грамотности. Жители занимались исключительно сельским хозяйством

С 1928 года - центр Козловского сельсовета Руднянского района Камышинского округа (округ упразднён в 1930 году) Нижне-Волжского края. С 1935 года - в составе Лемешкинского района Сталинградского края (с 1936 года - Сталинградской области, с 1954 по 1957 год - район в составе Балашовской области). В 1959 году в связи с упразднением Лемешкинского района передано в состав Руднянского района

## Физико-географическая характеристика
Село находится в степной местности, в пределах Хопёрско-Бузулукской равнины, являющейся южным окончанием Окско-Донской низменности, при вершине балки Берёзовой. Рельеф местности холмисто-равнинный. Почвы - чернозёмы южные и обыкновенные. Высота центра населённого пункта - около 180 метров над уровнем моря. К югу и северу от села абсолютные высоты достигают 210 и более метров над уровнем моря.
Автомобильной дорогой с твёрдым покрытием Козловка связана с расположенным восточнее селом Лемешкино (10 км). По автомобильным дорогам расстояние до областного центра города Волгограда составляет 360 км, до районного центра посёлка Рудня - 35 км. 
Климат
Климат умеренный континентальный (согласно классификации климатов Кёппена - Dfb). Многолетняя норма осадков - 452 мм. Наибольшее количество осадков выпадает в июле - 53 мм, наименьшее в марте - 23 мм. Среднегодовая температура положительная и составляет + 5,7 °С, средняя температура самого холодного месяца января -10,5 °С, самого жаркого месяца июля +21,2 °С.
Часовой пояс
Козловка, как и вся Волгоградская область, находится в часовой зоне МСК (московское время). Смещение применяемого времени относительно UTC составляет +3:00.

## Население
Динамика численности населения
| 1862 | 1886 | 1891 | 1894 | 1897 | 1911 | 1987 | 2002 |
| ---- | ---- | ---- | ---- | ---- | ---- | ---- | ---- |
| 954  | 851  | 988  | 1016 | 963  | 1195 | ≈490 | 555  |

| 2010 | 2012 | 2013 | 2014 | 2015 | 2016 | 2017 |
| ---- | ---- | ---- | ---- | ---- | ---- | ---- |
| 490  | ↘479 | →479 | ↘477 | ↘464 | ↗465 | ↘454 |
| 2018 | 2019 | 2020 | 2021 |      |      |      |
| ↘452 | ↗463 | ↘444 | ↘441 |      |      |      |